# Asketanthera calycosa
Asketanthera calycosa är en oleanderväxtart som först beskrevs av Achille Richard, och fick sitt nu gällande namn av R. E. Woodson. Asketanthera calycosa ingår i släktet Asketanthera och familjen oleanderväxter. Inga underarter finns listade i Catalogue of Life.